# 3 000 mètres steeple féminin aux Jeux olympiques d'été de 2024
Pour des articles plus généraux, voir Athlétisme aux Jeux olympiques d'été de 2024 et Steeple aux Jeux olympiques.
Navigation
Tokyo 2020 Los Angeles 2028
L'épreuve du 3 000 mètres steeple féminin aux Jeux olympiques de 2024 se déroule les 4 et 6 août 2024 au Stade de France, au nord de Paris, en France.

## Records
Avant cette compétition, les records dans cette discipline étaient les suivants : 
| Record du monde  | Beatrice Chepkoech (KEN)       | 8 min 44 s 32 | Monaco | 20 juillet 2018 |
| Record olympique | Gulnara Samitova-Galkina (RUS) | 8 min 58 s 81 | Pékin  | 17 août 2008    |

Au cours de la compétition, le record suivant a été établi : 
| Record olympique | Winfred Yavi (BRN) | 8 min 52 s 76 | Paris, France | 6 août 2024 |

## Programme
| Date            | Horaire | Manche       |
| --------------- | ------- | ------------ |
| Dimanche 4 août | 10 h 00 | Premier tour |
| Mardi 6 août    | 19 h 00 | Finale       |

## Médaillées
| Or           | Argent          | Bronze          |
| Winfred Yavi | Peruth Chemutai | Faith Cherotich |

## Résultats

### Premier tour

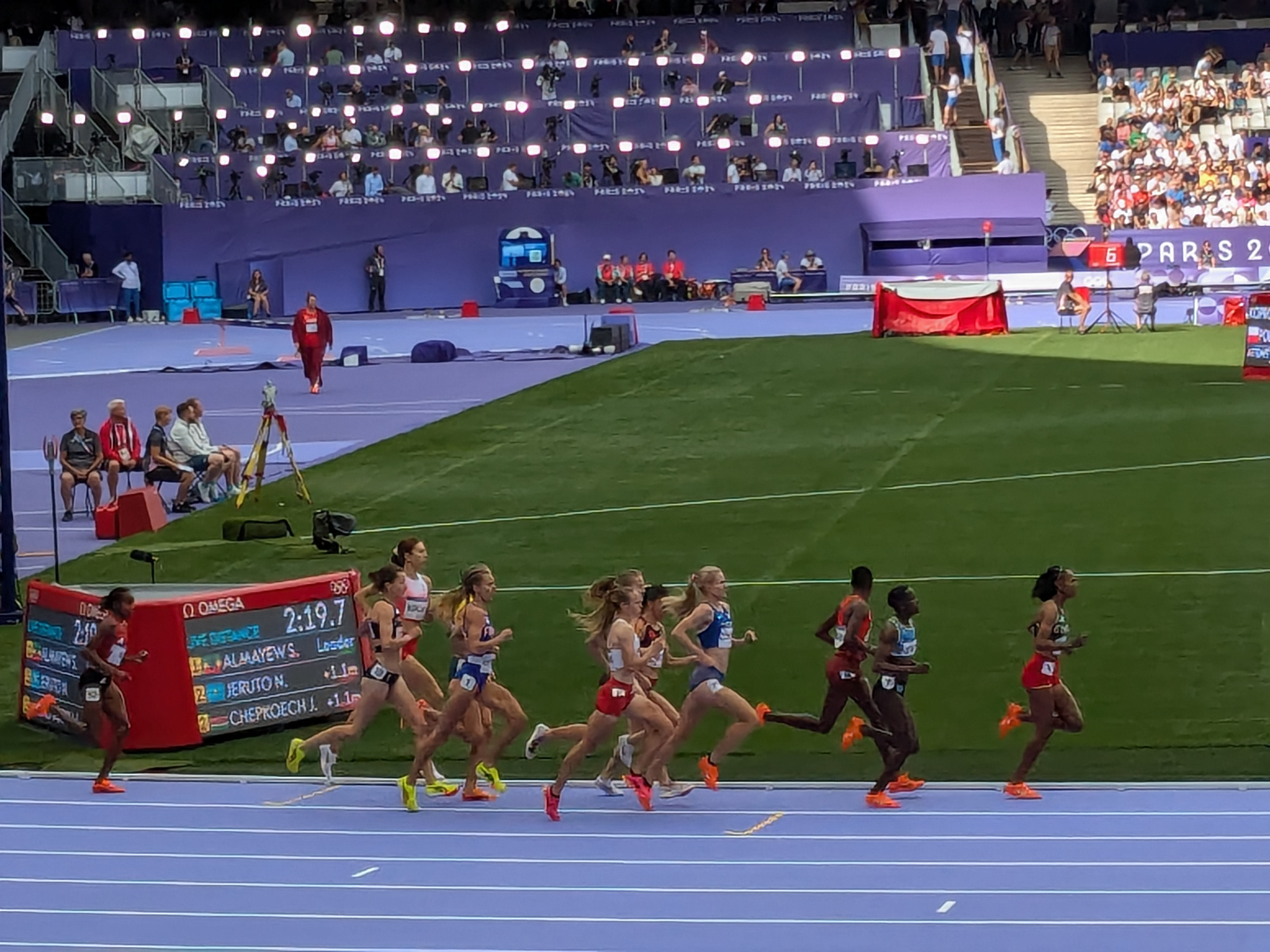
Coureuses pendant le premier tour.

| Rang | Athlète               | Pays            | Temps         | Notes |
| ---- | --------------------- | --------------- | ------------- | ----- |
| 1    | Peruth Chemutai       | Ouganda         | 9 min 10 s 51 | Q     |
| 2    | Faith Cherotich       | Kenya           | 9 min 10 s 57 | Q     |
| 3    | Gesa Felicitas Krause | Allemagne       | 9 min 10 s 68 | SB Q  |
| 4    | Courtney Wayment      | États-Unis      | 9 min 10 s 72 | Q     |
| 5    | Lomi Muleta           | Éthiopie        | 9 min 10 s 73 | PB Q  |
| 6    | Marwa Bouzayani       | Tunisie         | 9 min 10 s 91 | PB    |
| 7    | Carolina Robles       | Espagne         | 9 min 22 s 48 |       |
| 8    | Parul Chaudhary       | Inde            | 9 min 23 s 39 | SB    |
| 9    | Aneta Konieczek       | Pologne         | 9 min 24 s 43 | PB    |
| 10   | Daisy Jepkemei        | Kazakhstan      | 9 min 24 s 69 |       |
| 11   | Aimee Pratt           | Grande-Bretagne | 9 min 27 s 26 | SB    |
| 12   | Regan Yee             | Canada          | 9 min 27 s 81 |       |

| Rang | Athlète            | Pays            | Temps                | Notes |
| ---- | ------------------ | --------------- | -------------------- | ----- |
| 1    | Winfred Yavi       | Bahreïn         | 9 min 15 s 11        | Q     |
| 2    | Sembo Almayew      | Éthiopie        | 9 min 15 s 42        | Q     |
| 3    | Valerie Constien   | États-Unis      | 9 min 16 s 33        | Q     |
| 4    | Elizabeth Bird     | Grande-Bretagne | 9 min 16 s 46 (.454) | Q     |
| 5    | Norah Jeruto       | Kazakhstan      | 9 min 16 s 46 (.460) | SB Q  |
| 6    | Olivia Gürth       | Allemagne       | 9 min 16 s 47        | PB    |
| 7    | Ceili McCabe       | Canada          | 9 min 20 s 71        |       |
| 8    | Kinga Królik       | Pologne         | 9 min 26 s 61        | PB    |
| 9    | Luiza Gega         | Albanie         | 9 min 27 s 41        |       |
| 10   | Flavie Renouard    | France          | 9 min 27 s 70        | SB    |
| 11   | Cara Feain-Ryan    | Australie       | 9 min 28 s 72        | PB    |
| 12   | Jackline Chepkoech | Kenya           | 9 min 35 s 56        |       |

| Rang | Athlète                 | Pays       | Temps         | Notes |
| ---- | ----------------------- | ---------- | ------------- | ----- |
| 1    | Beatrice Chepkoech      | Kenya      | 9 min 13 s 56 | Q     |
| 2    | Alice Finot             | France     | 9 min 14 s 78 | Q     |
| 3    | Lea Meyer               | Allemagne  | 9 min 14 s 85 | PB Q  |
| 4    | Alicja Konieczek        | Pologne    | 9 min 16 s 51 | NR Q  |
| 5    | Irene Sánchez-Escribano | Espagne    | 9 min 17 s 39 | PB Q  |
| 6    | Ilona Mononen           | Finlande   | 9 min 22 s 77 | NR    |
| 7    | Marisa Howard           | États-Unis | 9 min 24 s 78 |       |
| 8    | Stella Rutto            | Roumanie   | 9 min 31 s 23 |       |
| 9    | Amy Cashin              | Australie  | 9 min 32 s 93 |       |
| 10   | Tatiane Raquel da Silva | Brésil     | 9 min 33 s 96 | SB    |
| 11   | Belén Casetta           | Argentine  | 9 min 34 s 78 |       |
| 12   | Xu Shuangshuang         | Chine      | 9 min 43 s 50 |       |

### Finale

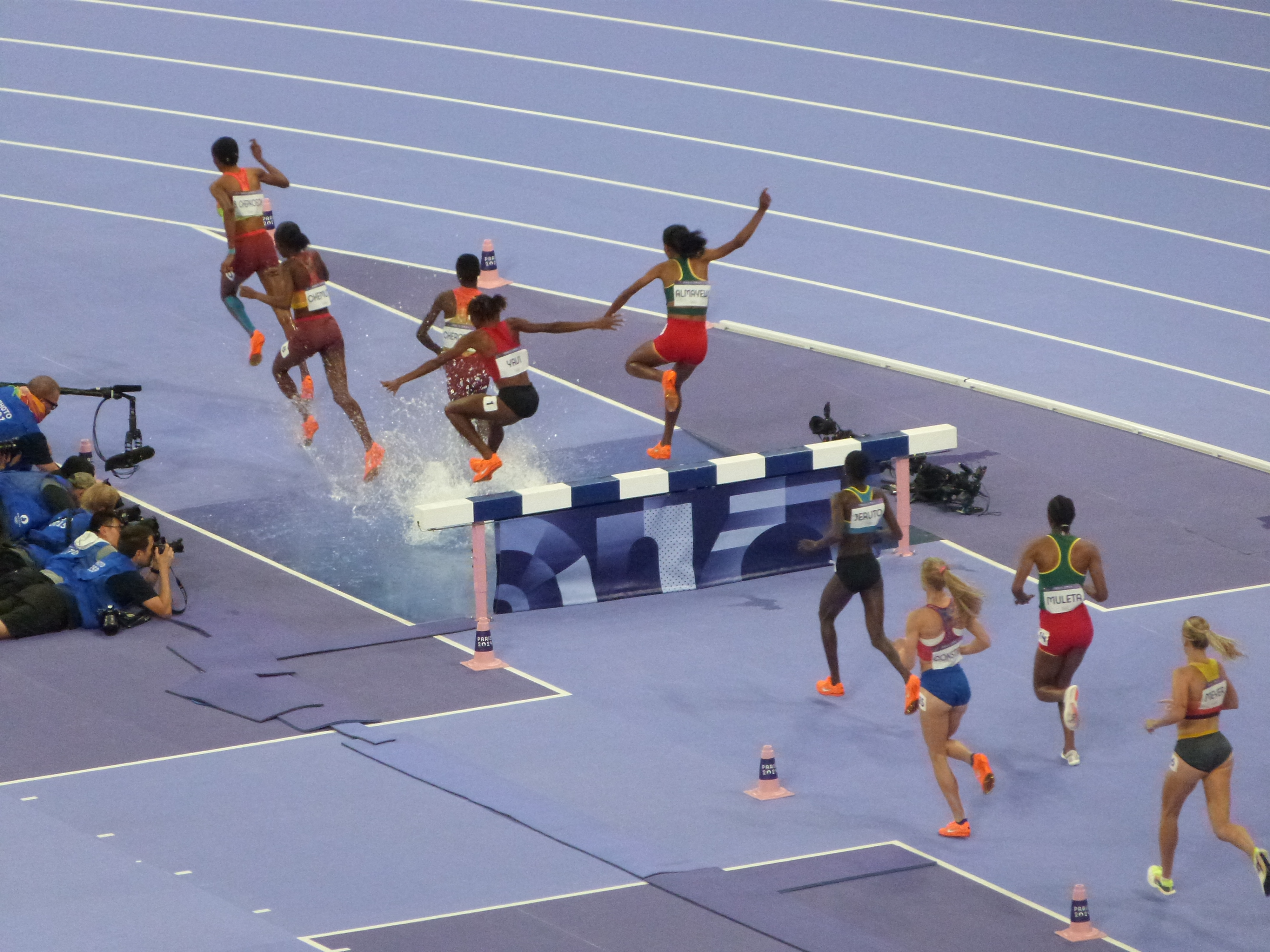
Passage de la rivière lors de la finale du 3000 mètres steeple féminin.

| Rang                                | Athlète                 | Pays            | Temps           | Notes |
| ----------------------------------- | ----------------------- | --------------- | --------------- | ----- |
| Médaille d'or, Jeux olympiques      | Winfred Yavi            | Bahreïn         | 8 min 52 s 76   | OR    |
| Médaille d'argent, Jeux olympiques  | Peruth Chemutai         | Ouganda         | 8 min 53 s 34   | NR    |
| Médaille de bronze, Jeux olympiques | Faith Cherotich         | Kenya           | 8 min 55 s 15   | PB    |
| 4                                   | Alice Finot             | France          | 8 min 58 s 67   | AR    |
| 5                                   | Sembo Almayew           | Éthiopie        | 9 min 00 s 83   | SB    |
| 6                                   | Beatrice Chepkoech      | Kenya           | 9 min 04 s 24   |       |
| 7                                   | Elizabeth Bird          | Grande-Bretagne | 9 min 04 s 35   | NR    |
| 8                                   | Lomi Muleta             | Éthiopie        | 9 min 06 s 07   | PB    |
| 9                                   | Norah Jeruto            | Kazakhstan      | 9 min 08 s 97   | SB    |
| 10                                  | Lea Meyer               | Allemagne       | 9 min 09 min 59 | PB    |
| 11                                  | Irene Sánchez-Escribano | Espagne         | 9 min 10 s 43   | PB    |
| 12                                  | Courtney Wayment        | États-Unis      | 9 min 13 s 60   |       |
| 13                                  | Alicja Konieczek        | Pologne         | 9 min 21 s 31   |       |
| 14                                  | Gesa Felicitas Krause   | Allemagne       | 9 min 26 s 96   |       |
| 15                                  | Valerie Constien        | États-Unis      | 9 min 34 s 08   |       |

## Légende
Records et Performances
- AR : Record continental (area record)
- CR : Record des championnats (championship record)
- MR : Record du meeting (meet record)
- NR : Record national (national record)
- OR : Record olympique (olympic record)
- PR : Record paralympique (paralympic record)
- PB : Record personnel (personal best)
- SB : Meilleure performance personnelle de la saison (season's best)
- WL : Meilleure performance mondiale de l'année (world leader)
- WJR : Record du monde junior (world junior record)
- WR : Record du monde (world record)

Circonstances et Conditions
- DNF : N'a pas terminé (did not finish)
- DNS : N'a pas pris le départ (did not start)
- DQ : Disqualification (disqualification)
- NM : Aucun essai valable enregistré (No Mark)
- Q : Qualifié « directement » au prochain tour (ou à la prochaine compétition), lors d'une compétition majeure, grâce au classement ou à la réalisation des minima (automatic qualifier)
- q : Qualifié au prochain tour (ou à la prochaine compétition), lors d'une compétition majeure, grâce au repêchage ou à la réalisation de l'une des meilleures performances parmi celles des « non qualifiés directement » (grâce au meilleur temps ou à la meilleure distance par exemple) (secondary qualifier)